# Into the New World (canção)
"Into the New World" (em coreano:  다시 만난 세계; Dasi Mannan Segye) é o single de estreia do grupo feminino sul-coreano Girls' Generation. Foi composta por Kenzie com letras de Kim Jeong-bae. A canção foi lançada em 3 de agosto de 2007 pela SM Entertainment e distribuído pela Genie Music, e em 6 de agosto do mesmo ano, foi lançada em sua versão física. Mais tarde, "Into the New World" foi incluída no álbum de estúdio de estreia do Girls' Generation de novembro de 2007.

## Antecedentes e lançamento
Em 2002, "Into the New World" foi cogitada para fazer parte da lista de faixas do segundo álbum de estúdio do grupo feminino M.I.L.K. Entretanto, devido à separação do grupo em 2003, a canção foi arquivada até a estreia do Girls' Generation e utilizada no lançamento de seu single de estreia em 3 de agosto de 2007. "Into the New World" possui letras de Kim Jeong-bae e foi composta por Kenzie. 

## Faixas e formatos
| Into the New World – CD single / EP digital |                                                   |                |                                                                 |                |         |  |
| N.º                                         | Título                                            | Letras         | Música                                                          | Arranjos       | Duração |  |
| 1.                                          | "Into the New World (em coreano: 다시 만난 세계)" | Kim Jeong Bae  | Kenzie                                                          | Kenzie         | 4:25    |  |
| 2.                                          | "Beginning"                                       | Yoon Hyo Sang  | Anna-Lena Margaretha Hogdahl, Mattias Lindblom, Anders Wollbeck | Hwang Seong Je | 3:03    |  |
| 3.                                          | "Perfect For You (em coreano: 소원)"              | Kwon Yun Jeong | Ingrid Skretting (Warner/ Chappell Music Scandinavia AB)        | Kenzie         | 3:14    |  |
| 4.                                          | "Into the New World (instrumental)"               |                |                                                                 |                | 4:25    |  |
| Duração total:                              | Duração total:                                    | Duração total: | Duração total:                                                  | Duração total: | 15:07   |  |

| "Into the New World" – Single digital (remix version) |                              |               |        |          |         |  |
| N.º                                                   | Título                       | Letras        | Música | Arranjos | Duração |  |
| 1.                                                    | "Into the New World" (remix) | Kim Jeong-bae | Kenzie | Kenzie   | 04:30   |  |

## Vídeo musical
O vídeo musical de "Into the New World" apresenta as integrantes do  Girls' Generation realizando diversas atividades, tanto isoladamente como em conjunto, intercaladas com cenas de dança. Suas atividades são: 
- Yoona está desenhando roupas para uma boutique.
- Taeyeon está voando em uma pequena aeronave com Sooyoung lhe acompanhando. No vídeo, o avião em que Taeyeon voa, quebra, e ela tenta repará-lo, com Sooyoung orando. A aeronave é reparada com êxito e ambas ficam felizes. Na última parte dessa cena, Sooyoung é vista perseguindo o avião de Taeyeon.
- Yuri é uma funcionária de uma cafeteria, ela é vista fazendo uma xícara de latte.
- Hyoyeon está comprando um par de calçados brancos para treinos em uma loja de departamentos, com o qual posteriormente ela dança em uma escada.
- Sunny e Jessica estão fazendo grafite. O grafite diz: "New World 2007".
- Tiffany está reparando uma motoneta e redesenha o seu corpo com a cor rosa e com motivos florais, além de personalizar a sua placa de licença. A placa personalizada diz "Tiffany" com a versão hanja de Girls' Generation acima dela.
- Seohyun está fazendo ballet segurando um avião de papel, que depois joga no telhado de um edifício.

O vídeo musical foi originalmente postado no canal da SM Town na plataforma Youtube, em 3 de junho de 2011. Em 21 de janeiro de 2022, a produção remasterizada em alta definição e em resolução 4K, foi postada como parte do projeto de remasterização da SM Entertainment.

## Desempenho nas paradas musicais
A edição física de "Into the New World" estreou no número 5 no gráfico de agosto de 2007, compilado pela Music Industry Association of Korea (MIAK), vendendo 10.823 cópias em seu primeiro mês de lançamento. Além disso, tornou-se o 41º lançamento em CD mais vendido do ano de 2007 na Coreia do Sul, ao atingir 22.818 cópias físicas. Mais tarde, em abril de 2010, o single alcançou a posição de número 2 pela Gaon Album Chart, referente a semana de 18 a 24 de abril, com base em vendas físicas e posicionou-se em número nove em sua respectiva parada mensal de abril de 2010.

### Posições semanais
| Parada musical (2007, 2010)      | Melhor posição |
| -------------------------------- | -------------- |
| Coreia do Sul (MIAK Chart)       | 5              |
| Coreia do Sul (Gaon Album Chart) | 2              |

### Vendas
| País                      | Vendas |
| ------------------------- | ------ |
| Coreia do Sul (CD single) | 44,754 |

## Reconhecimento
| Ano  | Premiação                    | Categoria              | Resultado | Ref.   |
| ---- | ---------------------------- | ---------------------- | --------- | ------ |
| 2007 | Cyworld Digital Music Awards | Rookie do Mês (Agosto) | Venceu    | [ 14 ] |

| Programa    | Emissora | Data                  |
| ----------- | -------- | --------------------- |
| M Countdown | Mnet     | 11 de outubro de 2007 |

## Histórico de lançamento
| Região        | Data                   | Formato                | Gravadora        | Ref.  |
| ------------- | ---------------------- | ---------------------- | ---------------- | ----- |
| Mundo         | 2 de agosto de 2007    | EP digital             | SM Entertainment | [ 5 ] |
| Coreia do Sul | 3 de agosto de 2007    | CD single              | SM Entertainment | [ 4 ] |
| Mundo         | 10 de setembro de 2007 | Single digital – remix | SM Entertainment | [ 6 ] |